# Chris Van Landschoot
Christiane (Chris) Van Landschoot (Ukkel, 8 augustus 1956) is een voormalige Belgische atlete, die gespecialiseerd was in de meerkampen, het hoogspringen en het hordelopen. Zij veroverde op vier verschillende onderdelen acht Belgische titels.

## Loopbaan
Van Landschoot evenaarde in 1974 het Belgisch record hoogspringen van Roswitha Emonts-Gast. Ze behaalde de Belgische titels in het hoogspringen en de vijfkamp. Het jaar nadien verbeterde ze ook het Belgisch record op de vijfkamp en veroverde op hetzelfde nummer een tweede titel.
Van Landschoot behaalde in 1979 een eerste Belgische titel op het nieuwe nummer, de 400 m horden. In 1980 en 1981 was ze wegens ziekte niet actief.
Na haar comeback was ze de beste Belgische atlete in de zevenkamp. Ze verbeterde tussen 1982 en 1984 zesmaal het Belgisch record en veroverde drie Belgische titels. In 1983 voegde ze er nog een tweede titel op de 400 m horden aan toe.

### Clubs
Van Landschoot begon haar carrière bij White Star Woluwe en stapte later over naar Brusselse Atletiek Vereniging en Racing Brussel.

### Trainer
Na haar atletiekloopbaan werd Van Landschoot trainer. Ze was hoogspringtrainster bij verschillende clubs en is momenteel coördinator en lesgeefster springen op de Topsportschool in Gent. Ze traint ook verschillende hoogspringers.

## Belgische kampioenschappen
| Onderdeel    | Jaar             |
| ------------ | ---------------- |
| hoogspringen | 1974             |
| 400 m horden | 1979, 1983       |
| vijfkamp     | 1974, 1975       |
| zevenkamp    | 1982, 1983, 1984 |

## Persoonlijke records
| Onderdeel    | Prestatie               | Datum              | Plaats  |
| ------------ | ----------------------- | ------------------ | ------- |
| hoogspringen | 1,75 m                  | 26 mei 1974        | Brussel |
| 100 m horden | 14,18 s                 |                    |         |
| 400 m horden | 60,57 s                 | 24 juli 1983       | Brussel |
| zevenkamp    | 5690 p (5810 p in 1984) | 21 en 22 juli 1984 | Hechtel |

## Palmares

### hoogspringen
- 1974:  BK AC - 1,71 m

### 400 m horden
- 1979:  BK AC - 60,78 s
- 1983:  BK AC - 60,57 s

### vijfkamp
- 1974:  BK AC - 3861 p
- 1975:  BK AC - 4010 p

### zevenkamp
- 1982:  BK AC - 5495 p
- 1983:  BK AC - 5492 p
- 1984:  BK AC - 5810 p (5690 p in tabel van 1985)

## Onderscheidingen
- 1983: Gouden Spike